# Błagalnice (tragedia Eurypidesa)
Błagalnice ( gr. Ἱκέτιδες, Hiketides; łac. Supplices) – tragedia grecka napisana przez Eurypidesa w V w. p.n.e. Jest to jedno z 18 lub 19 jego zachowanych do dzisiaj dzieł.
Głównym wątkiem dramatu jest częsta w literaturze greckiej kwestia godnego pogrzebu. Tytułowe błagalnice to matki poległych uczestników wyprawy Siedmiu przeciw Tebom. Tebanie odmówili wydania zwłok poległych, uniemożliwiając ich godny pochówek. Teść jednego z zabitych bohaterów, król Argos, Adrastos, wraz z chórem błagalnic przybywa do Tezeusza, króla Aten, by prosić go o pomoc. Dzięki interwencji Aten ciała poległych zostają odzyskane. Błagalnice już w starożytności zostały scharakteryzowane jako „pochwała Aten” (ἐγκώμιον Ἀθηνῶν).

## Kontekst historyczny
Większość badaczy uważa, że treść tragedii nawiązuje do współczesnych autorowi i pierwszym widzom wydarzeń wojny peloponeskiej. W 424 r. Ateńczycy przegrali bitwę pod Delion, a zwycięscy Beoci odmówili wydania ciał poległych. Dlatego za prawdopodobną datę premiery Błagalnic uważa się okres pomiędzy bitwą pod Delion a pokojem Nikiasza w 421 r.

## Wcześniejsze ujęcia tematu
Historia przedstawiona w tragedii jest krótko opisana u Herodota (IX,27): gdy Argiwowie, którzy najechali z Polinejkesem Teby, zakończyli swe życie i leżeli nie pogrzebani, urządziliśmy wyprawę na Kadmejczyków i, jak twierdzimy, zabraliśmy ich zwłoki i pochowaliśmy je w naszym kraju, w Eleusis. Przed Eurypidesem temat podjął i opracował literacko również Ajschylos w niezachowanej tragedii Eleuzyńczycy.

## Treść utworu

### Prolog
Tragedię otwiera scena hikezji, czyli błagania (gr. ἱκεσία). Przybyłe do Eleusis matki poległych bohaterów, teść jednego z nich – Adrastos, król Argos oraz osieroceni synowie gromadzą się wokół ołtarza, trzymając gałązki. Spotykają tam Ajtrę, matkę króla Aten, Tezeusza, która, poruszona ich cierpieniem, posyła herolda po syna. Ajtra przedstawia widzom sytuację, opowiadając o tym, że Tebanie odmawiają wydania ciał rodzinom „gwałcąc święte prawa bogów”.

### Parodos
Chór lamentuje i prosi Ajtrę, aby wstawiła się u syna za błagalnikami.

### Epejsodion 1
Matka wprowadza Tezeusza w sytuację. Władca Aten rozmawia z Adrastosem. Krytykuje wydanie przez niego córek za mąż za obciążonych klątwą bohaterów, ale wobec próśb matki i chóru błagalnic zgadza się pomóc, najpierw próbując negocjacji, a jeśli to nie poskutkuje, deklaruje użycie siły. Podkreśla jednocześnie, że powinna być to decyzja uchwalona demokratycznie przez całą społeczność Aten.

### Stasimon 1
Chór śpiewa o wdzięczności i nadziei oraz wychwala Ateny i Tezeusza.

### Epejsodion 2
W momencie, gdy Tezeusz wysyła swojego herolda do Teb, pojawia się herold tebański, pytając, kto tu jest panem (τύραννος) – Tezeusz odpowiada, że „to miasto jest wolne, lud tutaj panem, kolejno co roku zmiana urzędów”. Odbywa się swoista debata polityczna, ponieważ herold w odpowiedzi sławi tyranię. Następnie domaga się, by Tezeusz wygnał Adrastosa. Król ateński odmawia, wyjaśnia, że musi stać na straży praw boskich i stawia ultimatum – oddanie ciał poległych lub wojna. Herold odmawia wydania zmarłych i odchodzi, Tezeusz wyrusza do walki.

### Stasimon 2
Kolejna pieśń chóru przypada na czas wyprawy i bitwy – chór lęka się o jej wynik, ale wierzy w boską sprawiedliwość.

### Epejsodion 3
Posłaniec przynosi wiadomość o zwycięstwie Tezeusza i odzyskaniu zwłok poległych bohaterów. Opisuje, jak Tezeusz sam umył ciała i przygotował je do pochówku. Zostaje podkreślone, że król Aten mimo zwycięstwa nie zaatakował i nie splądrował miasta. Widzowie dowiadują się, że do Eleusis zostaną przywiezione tylko ciała siedmiu wodzów, pozostałe pochowano na u stóp Kithajronu.

### Stasimon 3
Chór opłakuje zmarłych.

### Epejsodion 4
Adrastos na prośbę Tezeusza wygłasza mowę pochwalną na cześć każdego z siedmiu poległych wodzów. Zostaje podjęta decyzja, że wodzowie zostaną spaleni na wspólnym stosie, oprócz rażonego piorunem Kapaneusa. Matki, decyzją Tezeusza, mają nie oglądać okaleczonych ciał, tylko otrzymać prochy.

### Stasimon 4
Lament chóru.

### Kommos
Euadne, wdowa po Kapaneusie, pojawia się w stroju ślubnym i żegna się ze światem, ponieważ pragnie połączyć się z mężem w śmierci.

### Epejsodion 5
Mimo błagań starego ojca, Ifisa, Euadne skacze na płonący stos ze zwłokami męża. Ifis każe się prowadzić do domu i zapowiada, że umrze tam z głodu

### Stasimon 5
Synowie poległych, lamentując, przynoszą urny z prochami ojców.

### Eksodos
Jako bogini ex machina pojawia się Atena i zobowiązuje Adrastosa do złożenia przysięgi, że Argiwowie nie zaatakują Aten zbrojnie oraz udzielą im militarnego wsparcia w razie potrzeby. Obiecuje również osieroconym chłopcom, że gdy dorosną, będą mogli pomścić śmierć swoich ojców, plądrując Teby.

## Krytyka i interpretacja
Nie wiadomo, czy tragedia zdobyła pierwszą nagrodę w ateńskim konkursie tragików. Na tle pozostałych sztuk Eurypidesa wydaje się niektórym komentatorom mało spójna pod względem kompozycji (krytykowano ją za to już w starożytności). Jerzy Łanowski uważał jednak, że musiała być okazałym i świetnym widowiskiem. Najczęściej mówi się, że jest to sztuka patriotyczna, wychwalająca Ateny i ich demokratyczny ustrój. Eurypides przeciwstawia tu wielkoduszność i mądrość Tezeusza bezbożnej arogancji tebańskiego króla, Kreona. Przypisuje Atenom zaszczytną rolę w wydarzeniach mitycznej przeszłości. Albin Lesky zwraca uwagę, że Błagalnice są swego rodzaju „czarną owcą” wśród utworów Eurypidesa ze względu na nietypowe dla tego twórcy optymistyczne przedstawienie losu bohatera, który pokłada ufność w bogach i nie doznaje zawodu. Z drugiej strony, H.D.F. Kitto zauważa, że ogólna tonacja sztuki jest dość pesymistyczna, a zawarta w niej pochwała Aten została zrównoważona goryczą. Również Łanowski zauważa, że „nie sposób zlekceważyć złośliwości” pod adresem ateńskiego ustroju włożonych w usta tebańskiego herolda. Jego zdaniem Eurypides jednocześnie chwali demokrację, jako pewien wymarzony ideał i dostrzega niedoskonałości w jej faktycznym funkcjonowaniu.